# Jean Casale
Pour les articles homonymes, voir Casale.
Jean Pie Hyacinthe Paul Jérôme Casale (24 septembre 1893 à Olmeta-di-Tuda, Haute-Corse - 23 juin 1923 à Daméraucourt, Oise), dit « l'aviateur Casale » était un pilote pionnier de l'aviation française et as de la Première Guerre mondiale au cours de laquelle il remporte treize victoires aériennes homologuées. Il était surnommé par ses camarades d'escadrille « le prince de Monferrato », en référence à la ville italienne de Casale-Monferrato, mais n'avait absolument aucun titre nobiliaire en lien avec cette ville (En revanche, ses ascendants ont été anoblis par le roi d'Aragon et la république de Gênes).

## Biographie

### Naissance
Né au sein d'une ancienne famille de notables corses, il devient orphelin de mère à 9 ans, de père à 15 ans. Il fut interne au lycée de Bastia avant d'exercer le métier de chauffeur d'automobiles. Appelé au service militaire en 1913, il sert au 8e régiment de chasseurs à cheval.

### Première Guerre mondiale

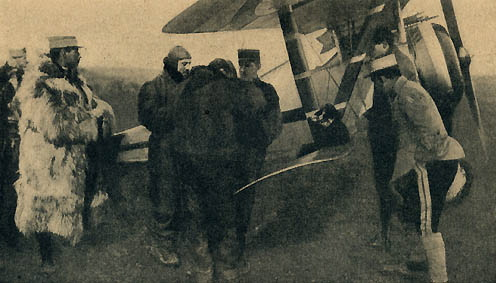
L'escadrille N23 : Jacques Goüin (à gauche), Legendre, Jean Casale, Jupin, Sabatier et Laplace.

Envoyé au front dès le début de la Première Guerre mondiale, il est blessé à la cuisse le 19 août 1914. De retour en Corse pour convalescence, il s'intéresse à l'aviation et apprenant que l'état-major recherche des volontaires pour l'aviation, il décide de se porter volontaire. Il intègre le groupe d'aviation de Dijon en décembre 1914 et il obtient le brevet de pilote militaire no 1964 sur un Maurice Farman en mars 1915, à l'école d'aviation militaire de Chartres (future base aérienne 122 Chartres-Champhol. Il est affecté à l'Escadrille d'observation MF 8, aux côtés de Jean Navarre et Georges Ortoli. Il est promu au grade de caporal, le 5 juin 1915.
Le 8 juillet 1915, il remporte sa première victoire aérienne en abattant un Drachen (ballon d'observation allemand). Cette victoire lui vaut d'obtenir sa première citation le 30 septembre 1915 : « S'est révélé à son arrivée à l'escadrille, comme un pilote de premier ordre par son courage, son audace et l'entrain avec lequel il attaquait les avions ennemis. toujours prêt à accomplir les missions les plus périlleuses, a effectué plus de cent heures de vol sur l'ennemi et est rentré plusieurs fois avec son avion très gravement atteint par les projectiles ». Le 10 novembre 1915 il rejoint l'Escadrille N23 (en) commandée par le capitaine Robert de Beauchamp.
Le 20 janvier 1916, Casale est transféré un temps à l'Escadrille N67 commandée par le capitaine Villepin. Il y obtient sa deuxième citation le 10 mai 1916, ainsi que la Médaille militaire, le 19 mai. Le 15 août 1916, il est promu au grade d'adjudant. Il réintègre l'Escadrille N23 et devra alors attendre près d'un an avant d'être à nouveau victorieux. Le 2 septembre 1916, il abat un deuxième aéronef ennemi au-dessus de Dieppe. Le 22 septembre, il partage sa troisième victoire avec Maxime Lenoir, en abattant un nouveau ballon, au nord de Douaumont. Puis, c'est toujours au sein de l'Escadrile N23 qu'il remporte sa quatrième et cinquième victoires, le 24 novembre et le 10 décembre, terminant l'année 1916 avec le titre honorifique d'as. Casale choisi alors comme emblème personnalisé pour son avion, "Le Corse" qui se transformera plus tard en "Vendetta Corsa".
Le 6 février 1917, il remporte sa sixième victoire au-dessus de Wavrille. Un mois plus tard, le 7 mars 1917, il est fait Chevalier dans l’Ordre de la Légion d'honneur, avec la citation suivante : "Pilote de chasse d'une énergie et d'une bravoure exceptionnelles. A depuis la bataille de Verdun livré plus de quatre-vingt-dix combats, rentrant à plusieurs reprises avec un appareil criblé de balles. Deux blessures, quatre citations à l'ordre de l'armée. La présente nomination comporte l’attribution de la Croix de guerre avec palme".
Le 24 juin 1917, il est promu au grade de sous-lieutenant. En novembre 1917, la N23 reçoit des SPAD S.XIII et donc change de dénomination en SPA23. À la fin de l'année 1917, Casale totalise désormais neuf victoires homologuées.
Le 6 mars, il change à nouveau d'affectation et intègre l'Escadrille SPA156 jusqu'au 1er juin 1918, date où il change une dernière fois d'unité et intègre l'Escadrille SPA38, commandée alors par le capitaine Georges Madon. C'est au sein de cette escadrille que Casale remporte ses quatre dernières victoires. Le 1er juin, il abat un ballon au-dessus de Reims-Épernay, une victoire qu'il partage avec Georges Madon. Le 20 juillet, il triomphe d'un Fokker D.VII. Il sera à nouveau victorieux les 29 octobre et 1er novembre 1918, à quelques jours de l'Armistice.

### Vie civile
Après-guerre, Casale entame une carrière civile en tant que pilote d'essai aux établissement Blériot-Aéronautique. Il participe aux études des effets de l'altitude sur l'organisme humain. Il battra plusieurs records, notamment celui d'altitude (10 100 m).
- le record d’altitude en avion (9 650 mètres), sur un « Nieuport 29 C1 », le 14 juin 1919.
- le record du monde d’altitude avec deux passagers à Villacoublay (7 300 mètres), sur un appareil Spad-Herbemont, le 17 février 1920[1].
- le record de vitesse pure (283,464 km/h), sur un biplace SPAD S.XX, le 28 février 1920,à Villacoublay ; record contrôlé et validé par le commissaire de l’Aéro-Club, le lieutenant Loubignac, et les chronométreurs Gaudichard et Carpe[2].

En septembre 1922, il participe au meeting d'aviation de Rouen.

### Mort
Le 23 juin 1923, vers 13h30, de retour d'un Meeting Aérien au Touquet, son Blériot Type 115 dit "le Mammouth" (Quadrimoteur de transport pour 8 passagers), s'écrase dans la forêt de Daméraucourt au nord de Grandvilliers dans l'Oise. Seul le mécano Gaston Boulet s'en sort, Jean Casale meurt sur le coup.
Jean Casale est enterré à Olmeta-di-Tuda, sur la route de Saint Florent.

### Distinctions
- Chevalier de la Légion d'honneur
- Médaille militaire
- Croix de guerre 1914-1918

### Monument à sa mémoire

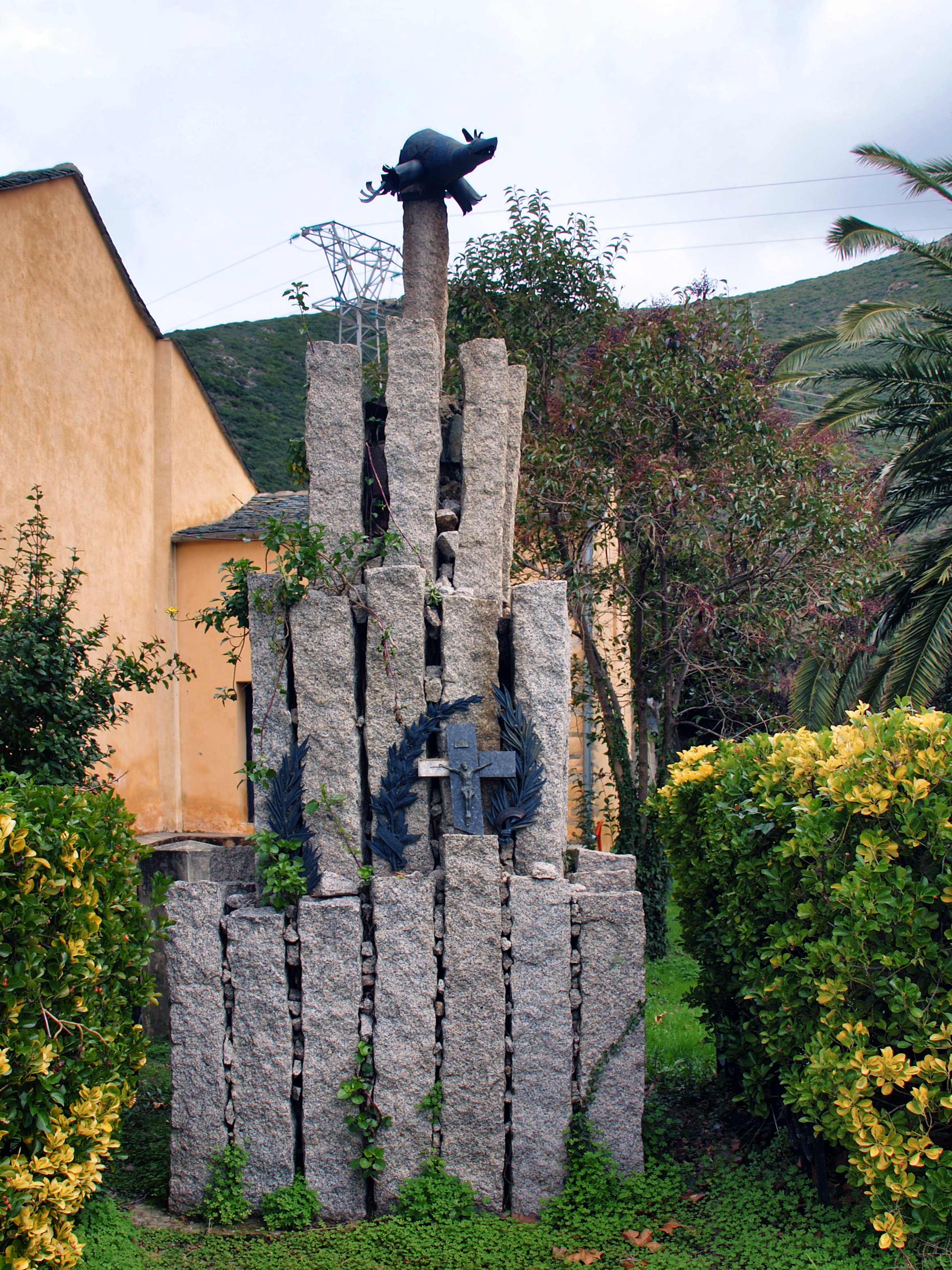
Mémorial Jean Casale à Olmeta di Tuda.

Un monument à sa mémoire a été érigé en 1925 tout près de l'ancien aéroparc Louis Blériot à Buc dans les Yvelines.
On peut y lire :
Passant ! Souviens-toi que 

Jean-Hyacinthe Casale, marquis de Montferratto, 

prit ici son dernier essor le 23 juin 1923

victime du progrès et de la science

chevalier de la légion d'honneur

médaille militaire croix de guerre

Le sculpteur de ce monument est François Bazin.
Plusieurs rues portent son nom, à Buc, Bastia, Bois d'Arcy et Fontenay-le-Fleury.
Un autre monument a été érigé a sa mémoire a Olmeta di Tuda en Corse, a seulement quelques mètres de sa maison natale. On peut y lire :

« Ici repose dans la paix du seigneur et dans la gloire des héros « le plus pur des Chevaliers de l'air »
Jean-Hyacinthe CASALE
Officier aviateur
As de la chasse 1914-18
Pilote réceptionnaire et d'essais
Record de charge, de vitesse et de hauteur
Pionnier de la stratosphère
Mort pour la science et pour le progrès
Dans le sein de sa terre natale
il trouve le calme immense de l'Éternité
Olmeta di Tuda 24 septembre 1893
Bois de Vieuville (Oise) 23 juin 1923 »